# 누벨칼레도니아랫볏박쥐
누벨칼레도니아랫볏박쥐(Chalinolobus neocaledonicus)는 애기박쥐과에 속하는 박쥐의 일종이다. 누벨칼레도니에서만 발견된다.

## 특징
작은 박쥐로 몸길이가 50.5mm이고 전완장이 35.3mm, 꼬리 길이가 33mm이다. 하퇴골 길이가 14.3mm, 귀 길이가 12mm이다. 털은 길고 부드럽다. 등쪽은 거무스레한 갈색이지만 배쪽은 누르스름한 갈색이다. 주둥이는 짧고 넓다. 귀는 짧은 삼각형 모양이고 끝이 둥글다.

## 생태
건물 안쪽에 최대 1,500마리까지 무리를 지어 지낸다. 먹이는 곤충이다.

## 분포 및 서식지
누벨칼레도니의 단 3곳에서만 알려져 있다. 앞이 트인 환경에서 서식하며 숲 지역에서는 드물다.